# Inocêncio Francisco da Silva

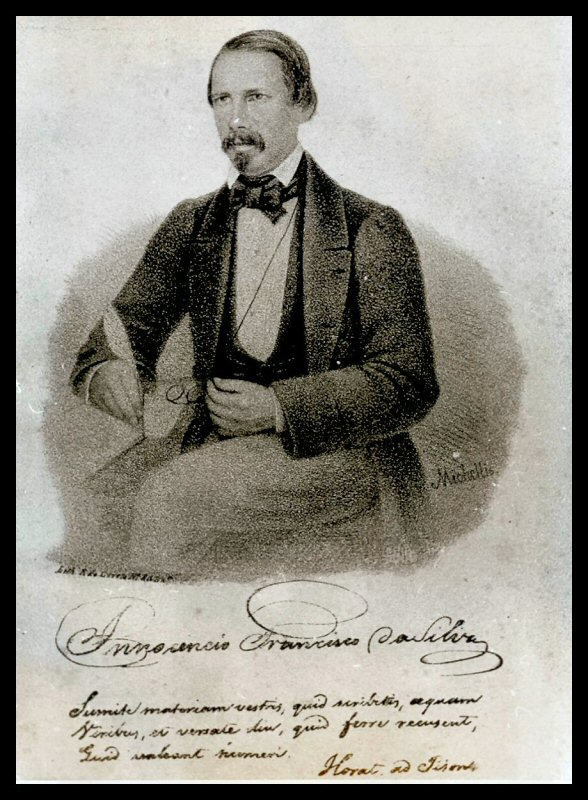
Inocencio Francisco da Silva

Inocêncio Francisco da Silva (alte Schreibweise Innocêncio), (* 1810 in Lissabon, Portugal; † 27. Juni 1876 ebenda) war ein portugiesischer Literaturwissenschaftler, Schriftsteller und Enzyklopädist. Mit seinem Literaturlexikon schuf er eines der umfangreichsten Werke auf diesem Gebiet in der Literaturgeschichte Portugals.

## Leben und Wirken
Inocêncio Francisco da Silva entstammte ärmlichsten Verhältnissen, dennoch gelang es ihm und er studierte Handelswissenschaften bzw. Betriebswirtschaftslehre und Mathematik. Zu den Literaturwissenschaften kam er eher zufällig und brachte sich alles autodidaktisch bei. Am Miguelistenkrieg nahm er an der Seite von António José de Sousa Manoel de Menezes Severim de Noronha, dem Duque de Terceira, teil. Da Silva war zeitlebens ein Verfechter liberalen Gedankengutes.
Ab 1858 war er als Hauptautor an der umfangreichen und legendären "Dicionario Bibliografico Portuguesa" beteiligt, die das umfangreichste Lexikon über portugiesische Literaturgeschichte und Biographien vom Beginn des 9. Jahrhunderts bis zur Lebenszeit von da Silva war. In den vielen Jahren der Arbeit gelang es ihm nicht, das Lexikon zu vervollständigen, so konnte das auf 23 Bände angewachsene Werk erst nach seinem Tode am Ende des 19. Jahrhunderts als vollendet angesehen werden. Obwohl es vor da Silva und natürlich danach viele Literaturlexika gegeben hatte, war dieses doch in seiner Form einzigartig: es war das umfassendste und verständlichste, was es bisher gegeben hatte. Der Autor versuchte auch durch Kontakt zu lebenden Autoren, das Lexikon zu aktualisieren und auf dem neuesten Stand zu halten. Andere Werke des Autors waren nicht so bedeutend und gerieten in Vergessenheit.
Mit Teófilo Braga stand er in regelmäßigen Briefkontakt, einem Mann, der später die Literaturwissenschaften in Portugal offiziell als akademische Disziplin begründete, selbst ein sehr bekannter Schriftsteller war und später erster Präsident der Portugiesischen Republik wurde. Auch eine Verbindung zu Camilo Castelo Branco musste wohl existiert haben, da dieser eines seiner Werke dem damals schon berühmten Literaturwissenschaftler mit persönlicher Widmung signierte.
Unter Pseudonym war er 1852 auch als Herausgeber der Gedichte von Antonio Lobo de Carvalho, "Poesia Joviaese e satyricas". Da der Autor keinen durchschlagenden Erfolg hatte, konnte dieser unter seinem echten Namen publizieren, während da Silva eine Pseudonym als Herausgeber brauchte, um ihn nicht als damals schon prominenten Literaturwissenschaftler zu erkennen.
Für das Literaturmagazin "Archivo Pittoresco" verfasste er regelmäßig Artikel, so auch einen Nachruf auf den Dichter Francisco Joaquim Bigne.
In Lissabon ist eine Straße nach Inocêncio Francisco da Silva benannt. Auch war er Mitglied der Akademie der Wissenschaften von Lissabon. Er starb am 27. Juni 1876 in seinem Geburtshaus. Auf dem Grabstein ist folgender Satz vermerkt: "Auf Wiedersehen! Vollendetes Martyrium". Testamentarisch hatte er festgelegt, dass sein Nachfolger für das Dicionario, um es fortzuführen, Brito Aranha sein sollte.

## Werke
- Chrestomathia portugueza offerencida a mocidade estudiosa, 1850, chrestomatisches Werk.
- Diccionário bibliographico portuguez: estudos de Innocêncio Francisco da Silva aplicáveis a Portugal e ao Brazil. Imprensa Nacional, 1858.
- Joao Sanches de Baena=mai um nome para ser inscriptor no catalogo dos Restauradosres de Independencia de Portugal em 1640: memoria escriptor em 1868 e inserta no Vol. XI do Archivo Pittoresco, 1874. (Buch über eine historische Gestalt).

## Quelle
- https://www.tertuliabibliografilo.blogspot.de/2009/05/inocencio-francisco

| Personendaten    | Personendaten                                                              |
| ---------------- | -------------------------------------------------------------------------- |
| NAME             | Silva, Inocêncio Francisco da                                              |
| ALTERNATIVNAMEN  | Silva, Inocencio Francisco da; Silva, Innocêncio Francisco da              |
| KURZBESCHREIBUNG | portugiesischer Literaturwissenschaftler, Schriftsteller und Enzyklopädist |
| GEBURTSDATUM     | 1810                                                                       |
| GEBURTSORT       | Lissabon, Portugal                                                         |
| STERBEDATUM      | 27. Juni 1876                                                              |
| STERBEORT        | Lissabon                                                                   |